# Isaac Carrasco
Isaac Carrasco Rivas (San José de la Mariquina, 14 de agosto de 1928-La Serena, 5 de abril de 2004) fue un futbolista chileno de la década de 1950 considerado por muchos como el mejor lateral izquierdo de la historia de Chile.

## Trayectoria
En 1946 su padre lo matriculó en la Escuela de Grumetes de la Isla Quiriquina, donde vistió la camiseta de Naval.
En 1955 se casó con Rita Álvarez —su padrino de matrimonio fue Sergio Livingstone— y tras enviudar, se fue a vivir junto a su hija Marisol (que también enviudó) y sus nietos en La Serena.
En 1952, Carrasco probó suerte en la capital y fue contratado por Audax Italiano, equipo en que jugó hasta 1953, ya que Colo-Colo lo fichó al año siguiente, debutando el 2 de mayo de 1954 frente a Green Cross. En total Carrasco jugaría seis años en Colo-Colo hasta finales de 1959, periodo en el cual también se consolidó en la Selección de fútbol de Chile jugando 25 partidos con "La Roja" entre 1954 y 1961. Posteriormente el marinero se enrolaría en Santiago Morning para terminar su carrera. Jugó el último partido por Santiago Morning el 13 de junio de 1964 en el Estadio Santa Laura, frente a Unión San Felipe (0 - 2).
Tenía la destreza del delantero (había sido media punta) y las claras concepciones futbolísticas de un defensa. Fue eminentemente un jugador cerebral; fue además como una pieza de reloj de la mejor marca. Un zaguero lateral de fútbol pulcro, un poco del estilo del Eduardo "Indio" Camus: siempre medido, sin necesidad de esfuerzos de última instancia, porque los problemas los solucionó antes. Isaac Carrasco fue un buen marcador, sin necesidad de ser un "estampilla", porque siempre llegó a tiempo; un armador de juego por añadidura, desde la propia defensa. Fluidez, ductilidad, sentido de tiempo y distancia, regularidad, firmeza, sin necesidad de ser rudo, fueron otras de las principales características del "Marinero" Carrasco.
Posterior a su retiro de jugador se inició como director técnico en 1964. En esta actividad el "Marinero" se caracterizó por subir equipos de segunda a primera división. 
Dirigió a Unión La Calera, Deportes Concepción, Santiago Morning, Lota Schwager, O'Higgins, Palestino, Ovalle, Naval, Unión San Felipe, Deportivo Aviación, Trasandino y Santiago Wanderers, entre otras instituciones. Sus mayores éxitos fueron el ganar el paso a la Primera División A de Deportes Concepción en 1967, de Lota Schwager en 1969, de Ñublense en 1976, de Trasandino en 1985, todos ellos en calidad de Campeón de la Primera División B. Además logró el ascenso a la Primera División A de Trasandino en 1982 como equipo que ocupó el tercer lugar en competencia de ese año, y de Santiago Wanderers en 1989 como ganador de la Liguilla Promocional. 
Sin lugar a dudas su mejor producción la vivió en 1984, cuando al mando de la Selección Nacional, clasificó a los Juegos Olímpicos de Los Ángeles, en Estados Unidos.

## Clubes

### Como jugador
| Club             | País  | Año       |
| ---------------- | ----- | --------- |
| Naval            | Chile | 1950-1951 |
| Audax Italiano   | Chile | 1952-1953 |
| Colo-Colo        | Chile | 1954-1959 |
| Santiago Morning | Chile | 1960-1964 |

### Como entrenador
| Club                        | País  | Año       |
| --------------------------- | ----- | --------- |
| Santiago Morning            | Chile | 1965      |
| Unión La Calera             | Chile | 1966      |
| Deportes Concepción         | Chile | 1967      |
| Unión San Felipe            | Chile | 1968      |
| Lota Schwager               | Chile | 1968-1969 |
| Palestino                   | Chile | 1970      |
| O'Higgins                   | Chile | 1971-1972 |
| Deportes Ovalle             | Chile | 1972      |
| Naval                       | Chile | 1974-1975 |
| Ñublense                    | Chile | 1976      |
| Unión San Felipe            | Chile | 1977      |
| Deportes Concepción         | Chile | 1978      |
| Deportes Arica              | Chile | 1979      |
| Santiago Morning            | Chile | 1980      |
| Deportes Aviación           | Chile | 1981      |
| Trasandino                  | Chile | 1982-1983 |
| Deportes Antofagasta        | Chile | 1983      |
| Selección Olímpica de Chile | Chile | 1983-1984 |
| Cobreandino                 | Chile | 1985-1986 |
| Audax Italiano              | Chile | 1986      |
| Ñublense                    | Chile | 1987-1988 |
| Magallanes                  | Chile | 1988      |
| Santiago Wanderers          | Chile | 1989-1990 |
| Lota Schwager               | Chile | 1991      |
| Santiago Wanderers          | Chile | 1993      |
| San Luis                    | Chile | 1994      |
| Quintero Unido              | Chile | 1995      |

## Participaciones en Copa América
| Torneo            | Sede    | Resultado     |
| ----------------- | ------- | ------------- |
| Sudamericano 1955 | Chile   | Segundo Lugar |
| Sudamericano 1956 | Uruguay | Segundo Lugar |
| Sudamericano 1957 | Perú    | Sexto Lugar   |

## Palmarés

### Como jugador
| Título           | Club      | País  | Año  |
| ---------------- | --------- | ----- | ---- |
| Primera División | Colo-Colo | Chile | 1956 |
| Copa Chile       | Colo-Colo | Chile | 1958 |

### Como entrenador
| Título    | Club                | País  | Año  |
| --------- | ------------------- | ----- | ---- |
| Primera B | Deportes Concepción | Chile | 1967 |
| Primera B | Lota Schwager       | Chile | 1969 |
| Primera B | Ñublense            | Chile | 1976 |
| Primera B | Trasandino          | Chile | 1985 |